# Sistema Kubitzki
O sistema Hubitzki é uma sistema de taxonomia vegetal, produto de um levantamento actual em plantas vasculares, intitulado The Families and Genera of Vascular Plants.
O levantamento, em forma de enciclopédia, é um tratamento completo, em vários volumes, das plantas vasculares, com chaves de identificação e descrições de toda as famílias e géneros, efectuado na maioria por especialistas nesses grupos. Este sistema serviu com base para a classificação efectuada na obra Mabberley's Plant-Book, um dicionário de plantas vasculares.
Em termos de arranjo das ordens e famílias, o sistema de classificação nos volumes iniciais de angiospérmicas aproxima-se do sistema de Dahlgren nas monocotiledóneas e do sistema de Cronquist nas dicotiledóneas, mas os volumes mais recentes foram influenciados por estudos recentes em filogenética molecular.
O primeiro volume da série cobriu os licófitos, monilófitos e gimnospérmicas, tendo sido publicado em 1990. Em 2010, foram publicados nove volumes, cobrindo 39 das 59 ordens de plantas com flor que são reconhecidas pelo sistema APG III. A ordem Saxifragales foi coberta com excepção do género Medusandra, que foi transferido para ela a partir da ordem Malpighiales em 2009. O volume sobre a família Myrtaceae e as ordens Cucurbitales e Sapindales.
Por ser uma obra em progresso, o sistema Kubitxki é incompleto para aqueles grupos de plantas que ainda não foram cobertos, sendo que os grupos que foram já cobertos completamente são foram revistos à luz do conhecimento posterior.
Depois da publicação do primeiro volume em 1990, muito conhecimento foi acumulado acerca de taxonomia vegetal, grande parte devido a análises filogeneticas de sequências de ADN. A classificação dos fetos foi completamente revista àquele tempo. e algumas famílias de gimnospérmicas foram revistas.
Para as plantas com flor, o sistema segue o Angiosperm Phylogeny Group, com excepção para o reconhecimento de pequenas famílias. O Angiosperm Phylogeny Group reviu o seu sistema de classificação por duas vezes. O sistema APG III foi publicado em 2009.

## Classificação
- 1 divisio Pteridophyta
- 2 divisio Pinophyta ou Gymnospermae
1 subdivisio Coniferophytina
2 subdivisio Cycadophytina
- 3 divisio Magnoliophyta ou Angiospermae
subdivisio Magnoliophytina
1 classis Monocotyledoneae ou Liliopsida [completo] (com colaboração de Rolf Dahlgren)
1 superordo Acoranae
Acoraceae
Não incluída em nenhuma ordem
Nartheciaceae
2 superordo Alismatanae
1 ordo Arales
Araceae
Lemnaceae
2 ordo Alismatales
Butomaceae
Alismataceae
Limnocharitaceae
Hydrocharitaceae
Najadaceae
Aponogetonaceae
Scheuchzeriaceae
Juncaginaceae
Potamogetonaceae
Ruppiaceae
Posidoniaceae
Zosteraceae
Zannichelliaceae
Cymodoceaceae
3 superordo Lilianae
1 ordo Liliales
Campynemataceae
Luzuriagaceae
Alstroemeriaceae
Colchicaceae
Melanthiaceae
Trilliaceae
Liliaceae
Calochortaceae
Petermanniaceae
Smilacaceae
Philesiaceae
2 ordo Asparagales
Orchidaceae
Iridaceae
Doryanthaceae
Lanariaceae
Ixioliriaceae
Hypoxidaceae
Johnsoniaceae
Hemerocallidaceae
Tecophilaeaceae
Blandfordiaceae
Asteliaceae
Boryaceae
Asphodelaceae
Xanthorrhoeaceae
Aphyllanthaceae
Anemarrhenaceae
Amaryllidaceae
Agapanthaceae
Alliaceae
Themidaceae
Asparagaceae
Hyacinthaceae
Lomandraceae
Herreriaceae
Hostaceae
Anthericaceae
Agavaceae
Eriospermaceae
Ruscaceae
Behniaceae
Dracaenaceae
Convallariaceae
Nolinaceae
3 ordo Triuridales
Triuridaceae
4 ordo Dioscoreales
Dioscoreaceae
Trichopodaceae
Taccaceae
Burmanniaceae
Corsiaceae
5 ordo Pandanales
Pandanaceae
Cyclanthaceae
Velloziaceae
Acanthochlamydaceae
Stemonaceae
Pentastemonaceae
4 superordo Commelinanae
1 ordo Principes
Palmae
2 ordo Dasypogonales
Dasypogonaceae
3 ordo Bromeliales
Bromeliaceae
 ?Rapateaceae (ver também Xyridales)
4 ordo Commelinales
Commelinaceae
Pontederiaceae
Philydraceae
Haemodoraceae
5 ordo Xyridales
Mayacaceae
Xyridaceae
Eriocaulaceae
 ?Rapateaceae
6 ordo Zingiberales
Musaceae
Strelitziaceae
Lowiaceae
Heliconiaceae
Costaceae
Zingiberaceae
Cannaceae
Marantaceae
 ?Hanguanaceae (possivelmente relacionada com Zingiberales ou Commelinales)
7 ordo Typhales
Typhaceae
8 ordo Juncales
Juncaceae
Thurniaceae
Cyperaceae
9 ordo Poales
Flagellariaceae
Restionaceae
Ecdeiocoleaceae
Anarthriaceae
Centrolepidaceae
Joinvilleaceae
Poaceae
incertae sedis nas monocotiledoneas
Hydatellaceae

- 2 classis Dicotyledoneae ou Magnoliopsida [incompleto]
1 subclassis Magnoliidae
1 superordo Magnolianae (magnoliídeas inferiores)
1 ordo Magnoliales
Himantandraceae
Eupomatiaceae
Austrobaileyaceae
Degeneriaceae
Magnoliaceae
Annonaceae
Myristicaceae
 ?Canellaceae
 ?Lactoridaceae
Amborellaceae
Trimeniaceae
Chloranthaceae
Monimiaceae
Gomortegaceae
Lauraceae
Hernandiaceae
Calycanthaceae
2 ordo Illiciales
Winteraceae
 ?Canellaceae
Illiciaceae
Schisandraceae
3 ordo Aristolochiales
Aristolochiaceae
Hydnoraceae
 ?Rafflesiaceae
4 ordo Piperales
Saururaceae
Piperaceae
2 superordo Ranunculanae (magnoliídeas superiores)
1 ordo Nelumbonales
Nelumbonaceae
2 ordo Ranunculales
Lardizabalaceae
Berberidaceae
Menispermaceae
Ranunculaceae
 ?Circaeasteraceae
Pteridophyllaceae
Papaveraceae
Fumariaceae
3 superordo Nymphaeanae
ordo Nymphaeales
Cabombaceae
Nymphaeaceae
 ?Ceratophyllaceae
4 superordo Caryophyllanae
ordo Caryophyllales (incluindo: Centrospermae Eichler)
Família com asterisco: *, incluída nas Caryophyllales expandidas, no volume V.
Família com sinal +,  apenas reconhecida no volume V, mas não no volume II.

- Nepenthaceae *
Droseraceae *
Drosophyllaceae *
Simmondsiaceae *
Rhabdodendraceae *
Asteropeiaceae *
Physenaceae *
Ancistrocladaceae *
Dioncophyllaceae *
Frankeniaceae *
Tamaricaceae *
clado Centrospermae
Caryophyllaceae
Molluginaceae
Aizoaceae
Amaranthaceae
Chenopodiaceae
Halophytaceae
Stegnospermaceae
Achatocarpaceae
Phytolaccaceae
Nyctaginaceae
Cactaceae
Portulacaceae
Didiereaceae
Basellaceae
Hectorellaceae
Barbeuiaceae +
Sarcobataceae +
Petiveriaceae +
Agdestidaceae +
5 superordo Hamamelidanae
1 ordo Trochodendrales
Trochodendraceae
Eupteleaceae
Cercidiphyllaceae
 ?Myrothamnaceae
2 ordo Hamamelidales
Platanaceae
Hamamelidaceae
3 ordo Fagales
Fagaceae
Betulaceae
Ticodendraceae
4 ordo Juglandales
Rhoipteleaceae
Juglandaceae
Myricaceae
5 ordo ?Casuarinales
Casuarinaceae
6 superordo Polygonanae
ordo Polygonales
Polygonaceae
7 superordo Plumbaginanae
ordo Plumbaginales
Plumbaginaceae
8 superordo Malvanae
ordo Malvales
Neuradaceae
Tepuianthaceae
Thymelaeaceae
Dipterocarpaceae
Diegodendraceae
Sphaerosepalaceae
Cistaceae
Sarcolaenaceae
Bixaceae
Cochlospermaceae
Muntingiaceae
Malvaceae

Nos volumes 5,6,7,8 nenhum grupo taxonómico acima da ordem foi reconhecido.
- ordo Capparales
Bataceae
Salvadoraceae
Tropaeolaceae
Limnanthaceae
Caricaceae
Moringaceae
Setchellanthaceae
Akaniaceae
Gyrostemonaceae
Resedaceae
Pentadiplandraceae
Tovariaceae
Koeberliniaceae
Cruciferae ou Brassicaceae
Capparaceae
Emblingiaceae
Não incluídas em nenhuma ordem, mas relacionadas com as Capparales
Tapisciaceae
ordo Celastrales
Parnassiaceae
Lepidobotryaceae
Celastraceae
ordo Oxalidales
Oxalidaceae
Connaraceae
Cephalotaceae
Brunelliaceae
Cunoniaceae
Elaeocarpaceae
ordo Rosales (# posição revista, anteriormente nas Urticales no Vol. 2)
Rosaceae (incluindo Guamatela)
Dirachmaceae
Rhamnaceae
Barbeyaceae #
Elaeagnaceae
Ulmaceae #
Moraceae #
Cecropiaceae (incluindo Cannabaceae) #
Urticaceae #
ordo Cornales
Hydrostachyaceae
Curtisiaceae
Grubbiaceae
Cornaceae
Hydrangeaceae
Loasaceae
ordo Ericales
Theophrastaceae
Samolaceae
Maesaceae
Myrsinaceae
Primulaceae
Actinidiaceae
Balsaminaceae
Marcgraviaceae
Pellicieraceae
Tetrameristaceae
Ericaceae
Clethraceae
Cyrillaceae
Roridulaceae
Sarraceniaceae
Diapensiaceae
Lissocarpaceae
Polemoniaceae
Fouquieriaceae
Scytopetalaceae
Lecythidaceae
Napoleonaeaceae
Styracaceae
Ebenaceae
Sladeniaceae
Theaceae
Ternstroemiaceae
Sapotaceae
Symplocaceae
ordo Lamiales
Bignoniaceae
Buddlejaceae
Byblidaceae
Callitrichaceae
Carlemanniaceae
Cyclocheilaceae
Gesneriaceae
Globulariaceae
Hippuridaceae
Labiatae
Lentibulariaceae
Martyniaceae
Myoporaceae
Nesogenaceae
Oleaceae
Pedaliaceae
Phrymaceae
Plantaginaceae
Plocospermataceae
Scrophulariaceae
Stilbaceae
Tetrachondraceae
Trapellaceae
Verbenaceae
ordo Asterales
Alseuosmiaceae
Argophyllaceae
Compositae ou Asteraceae
subfamília Barnadesioideae
subfamília Mutisioideae
subfamília Carduoideae
subfamília Cichorioideae
subfamília Asteroideae
Calyceraceae
Campanulaceae
Carpodetaceae
Goodeniaceae
Menyanthaceae
Pentaphragmataceae
Phellinaceae
Rousseaceae
Stylidiaceae

No volume 9 os grupos acima da ordem, Rosidae e Asteridae foram reconhecidos.
- Não incluídas em nenhuma ordem
Sabiaceae
ordo Proteales
Proteaceae
Platanaceae (posição revista, anteriormente na ordem Hamamelidales, no Vol. 2)
Nelumbonales (posição revista, anteriormente na ordem  Nelumbonales no Vol. 2)
ordo Buxales
Buxaceae
Didymelaceae
ordo Gunnerales
Gunneraceae
Myrothamnaceae (posição revista, anteriormente na ordem Trochodendrales no Vol. 2)
Não incluídas em nenhuma ordem
Dilleniaceae
ordo Saxifragales
Altingiaceae (nova família reconhecida, incluída na ordem Hamamelidaceae no Vol. 2)
Aphanopetalaceae
Cercidiphyllaceae (posição revista, anteriormente na ordem Trochodendrales no Vol. 2)
Crassulaceae
Daphniphyllaceae
Grossulariaceae
Haloragaceae
Hamamelidaceae (posição revista, anteriormente na ordem Hamamelidales no Vol. 2)
Iteaceae
Paeoniaceae
Penthoraceae
Peridiscaceae (excepto Medusandra)
Pterostemonaceae
Saxifragaceae
Tetracarpaeaceae
ordo Vitales
Leeaceae
Vitaceae
ordo Zygophyllales
Krameriaceae
Zygophyllaceae
Não incluídas em nenhuma ordem
Huaceae
ordo Geraniales
Geraniaceae
Ledocarpaceae
Melianthaceae
ordo Crossosomatales (Guamatela colocada nas Rosaceae no volume 6)
Aphloiaceae
Crossosomataceae
Geissolomataceae
Ixerbaceae
Stachyuraceae
Staphyleaceae
Strasburgeraceae
Não incluídas em nenhuma ordem
Picramniaceae
ordo Berberidopsidales
Aextoxicaceae
Berberidopsidaceae

No volume 10 são tratadas as ordens Sapindales e Cucurbitales; e a família Myrtaceae (pertencente a Myrtales).
- ordo Sapindales
Biebersteiniaceae
Nitrariaceae
Tetradiclidaceae
Sapindaceae
Kirkiaceae
Anacardiaceae
Burseraceae
Rutaceae
Simaroubaceae
Meliaceae
ordo Cucurbitales
Anisophylleaceae
Coriariaceae
Corynocarpaceae
Cucurbitaceae
Datiscaceae
Begoniaceae
ordo Myrtales
Myrtaceae